# Podbeže
Podbeže – wieś w Słowenii, w gminie Ilirska Bistrica. W 2018 roku liczyła 87 mieszkańców.